# Guía (militar)
En el ámbito militar, se llama guía al sargento o cabo que según las varias evoluciones se coloca en la posición conveniente para la mejor alineación de la tropa. 
En las maniobras y evoluciones de despliegue, los guías determinan la dirección de la línea o su prolongación cubriéndose sucesivamente los que se colocan en ella con los que sirven de base y señalando además los trozos de la línea de despliegue en que ha de hallarse comprendida cada subdivisión. En las alineaciones de una línea desplegada de infantería se clasifican los guías en guías generales y guías particulares. Los sargentos y cabos colocados a derecha e izquierda de las diversas fracciones completan y determinan la línea de despliegue trazada por los guías generales. 
El reglamento táctico de caballería prevenía (en 1892, fecha del artículo) que en cada sección servirá de guía el comandante de ella que tiene puesto en formación a 1,5 metros de la primera fila. La cadencia del aire y la dirección del caballo del guía eran los reguladores de todo movimiento. La línea en que ha de situarse cada sección se determina por los cabos que hay en el centro y costados de ella, señalando la dirección y lugar en que ha de encajonarse la primera fila.
Así como en la línea desplegada los guías se sitúan de manera que señalen la dirección de esta, en las formaciones de columna determinan una dirección perpendicular a la que tiene cada subdivisión y marcan la dirección de marcha cubriéndose perfectamente unos detrás de otros. 
Con lo dicho se comprende que la regularidad y buena disposición de los diversos órdenes de formación y el perfecto orden de las marchas se obtienen solo cuando los guías conocen bien sus funciones y las cumplen exactamente. Si un guía se aparta de la dirección en que debe caminar o del puesto que debe ocupar se producirán perturbaciones grandes acusando las faltas de aquel las apreturas y claros de las filas, los defectos de alineación y los desórdenes y desarreglos en la subdivisión correspondiente y en las que dependan de esta por lo que concierne a su colocación y situación. De ahí, la necesidad de que los guías reciban una instrucción peculiar y adecuada a las funciones que han de cumplir en las formaciones y en las marchas. 

## Compañías en España
Como quiera que la voz guía se aplica también en otro orden de conceptos a los individuos de cualquier clase que facilitan el conocimiento del país en que opera una tropa más o menos numerosa y conducen en sus marchas a las fuerzas militares que recorren un territorio determinado, se explica que el vocablo a que nos referimos haya servido en España para dar nombre a unas compañías particularmente afectas a los cuarteles generales y Estados Mayores de los ejércitos. La Ordenanza de 12 de julio de 1728 dispuso ya que en el cuartel general del ejército hubiese una compañía de Guías, formada con gente práctica en el país en donde se hacía la guerra. Esta compañía se hallaba a las órdenes del Cuartel Maestre general y tenía por objeto el facilitar los guías que fuesen necesarios estando además encargada de recomponer los caminos y favorecer el tránsito de las tropas. Quedó la compañía de Guías absorbida por el cuerpo de tropas llamado del General, en virtud de lo dispuesto en la Ordenanza de 1768 hasta que la Real orden de 20 de septiembre de 1815 le dio nueva vida y organización especial. La compañía de Guías establecida por aquella disposición dependía del Jefe del Estado Mayor general y se compuso de plazas permanentes de ambas ramas y plazas de relevo. Las plazas permanentes en las cuales se contaban los oficiales, sargentos, cabos y ocho soldados afectos al cuartel general y cuatro a cada división, se elegían en los cuerpos entre los individuos naturales del país donde se hacía la guerra o muy prácticos en él que reuniesen las circunstancias de honradez, agilidad, robustez y despejo natural. Las plazas de relevo se elegían en el mismo país entre los individuos que reunían condiciones adecuadas para prestar el servicio a que la compañía de Guías e destinaba. 
Esta compañía desapareció al disolverse los ejércitos de observación de los Pirineos en 1815, no habiéndose vuelto a organizar con el mismo objeto por ser de la incumbencia del cuerpo de Estado Mayor el tener siempre los guías necesarios para dotar en cuantas eventualidades puedan ocurrir a las columnas o tropas que hayan de emprender un movimiento.